# Vetle Sjåstad Christiansen
Vetle Sjåstad Christiansen, född 12 maj 1992, är en norsk skidskytt som debuterade i världscupen i december 2012. Hans första pallplacering i världscupen kom i stafett den 9 december 2012 i Hochfilzen i Österrike.
Christiansen ingick i det norska lag som blev världsmästare i mixstafett i Östersund 2019.
Vid olympiska vinterspelen 2022 i Peking tog Christiansen guld tillsammans med Sturla Holm Lægreid, Tarjei Bø och Johannes Thingnes Bø i herrarnas stafett.